# Pedaliodes niphoessa
Pedaliodes niphoessa är en fjärilsart som beskrevs av Otto Thieme 1905. Pedaliodes niphoessa ingår i släktet Pedaliodes och familjen praktfjärilar. Inga underarter finns listade i Catalogue of Life.